# I Wanna
I Wanna – utwór łotewskiej piosenkarki Mariji Naumowej, wydany w 2002 i umieszczony na jej piątym albumie studyjnym, zatytułowanym Noslēpumi. Piosenkę napisała we współpracy z Maratsem Samauskisem
W marcu 2002 kompozycja wygrała program Eirodziesma 2002 z wynikiem 64 995 głosów od telewidzów i 160 punktów od jury, dzięki czemu reprezentowała Łotwę w 47. Konkursie Piosenki Eurowizji w Tallinnie. 25 maja wystąpiła w finale konkursu i zdobyła w nim największą liczbę 176 punktów, w tym maksymalne noty 12 punktów od Hiszpanii, Estonii, Izraela, Niemiec i Litwy, dzięki czemu zajęła pierwsze miejsce w końcowej klasyfikacji. Podczas występu piosenkarce towarzyszyło troje tancerzy oraz chórzystka Līga Robežniece.
Po finale konkursu pojawiły się doniesienia, jakoby zwycięska piosenka była plagiatem przeboju „She Bangs” Ricky'ego Martina. Podobnego zdania była m.in. Sascha Dupont, duńska wokalistka i członkini komisji jurorskiej krajowych eliminacji Dansk Melodi Grand Prix. Producent Naumowej, Arvids Murnieks, uznał komentarze za prowokację, tłumacząc rzekome podobieństwa faktem, że „piosenki latynoskie są do siebie podobne”.
Cover utworu w wykonaniu włoskiego zespołu Letterine został wykorzystany jako ścieżka dźwiękowa krajowego teleturnieju Passaparola, emitowanego w telewizji Canale 5.

## Lista utworów
CD maxi single
1. „I Wanna” (Radio Version) – 3:01
2. „I Wanna” (Pedro Pub Mix) – 3:32
3. „I Wanna” (Salsa Version) – 3:44
4. „I Wanna” (Marie N Feat. DJ Dust) – 3:46
5. „I Wanna” (Dance Mix) – 4:01

## Notowania na listach przebojów
| Kraj              | Lista (2002)         | Miejsce |
| ----------------- | -------------------- | ------- |
| Belgia (Flandria) | Ultratop 100 Singles | 15      |